# (5028) Haleso
(5028) Haleso es un asteroide troyano de Júpiter descubierto por Carolyn Shoemaker el 23 de enero de 1988 desde el Observatorio Palomar.

## Designación y nombre
Designado provisionalmente como 1988 BY1. Fue nombrado "Haleso" en honor al primo de Agamenón. Este asteroide está emparejado con (2759) Idomeneo y como Idomeneo, Haleso pudo encontrar su hogar en Italia instalándose en el Monte Massicus en Campania.

## Características orbitales
Haleso está situado a una distancia media de 5,263 ua, pudiendo alejarse un máximo de 5,946 ua y acercarse un máximo de 4,581 ua. Tiene una excentricidad de 0,129.

## Características físicas
Este asteroide tiene una magnitud absoluta de 10,3.